# Козлинский, Владимир Иванович
Влади́мир Ива́нович Козли́нский (11 [23] апреля 1891, Кронштадт, Санкт-Петербургская губерния — 17 июля 1967, Снегири, Московская область) — российский и советский художник, карикатурист и иллюстратор, сценограф, педагог. Заслуженный артист Узбекской ССР (1943).

## Биография
Сын морского офицера. Учился рисунку и живописи в частных студиях Петербурга.
Сотрудничал в сатирических журналах «Новый Сатирикон», «Прожектор», «Бузотёр», «Чудак», «Огонёк» и др. Руководил созданием петроградских «Окон РОСТА» (1920), участвовал в оформлении Петрограда в дни революционных праздников. Иллюстрировал произведения В. Маяковского (в частности, альбом «Герои и жертвы революции», 1918), Ю. Олеши, А. Грина, Я. Гашека, В. Гюго. 
С 1930-х годов работал главным образом ка театральный художник. Оформил более 30 спектаклей в театрах Москвы и Ленинграда, некоторые в сотрудничестве с М. Кнорре. Главный художник Московского театра им. Ленинского Комсомола. Преподавал в МВПХУ, профессор. Персональная выставка в Москве в 1963 году. Иллюстратор пятитомника «Русский костюм. 1750—1917» (М. 1960—1972). 
Автор книги «Художник и театр» (в соавторстве с Э. П. Фрезе, издана в 1975).

### Семья
- Жена — Марианна Михайловна Кнорре, художница.

## Награды и звания
- Орден Трудового Красного Знамени (26.10.1949)
- Заслуженный артист Узбекской ССР (1943)